# Miquel Edo i Julià
Miquel Edo i Julià (Martorell, 1966) és un professor universitari i traductor català.

## Trajectòria
Doctorat en filologia romànica, ha estat professor de la Universitat de Barcelona i de la Facultat de Traducció i d'Interpretació de la Universitat Autònoma de Barcelona, on exerceix actualment. Durant la seva trajectòria professional s'ha dedicat a l'estudi de la recepció i de la influència de la literatura italiana i ha col·laborat sobretot a partir de la traducció d'autors rellevants i no tan coneguts d'aquesta literatura, com Luigi Pirandello, al voltant del qual ha escrit una monografia, Carlo Lucarelli, Paolo Ruffilli, Giuseppe Capograssi, Vittorio Sereni, entre d'altres.

## Publicacions[3]
- "La mort de les «favole antiche» en la praxi dels traductors catalans de la línia Foscolo-Leopardi-Carducci". Aː Traduir els clàssics, antics i moderns, M. Angels Verdaguer, coord. 2013, pàgs. 205-221.
- "Traducciones hispanoamericanas del soneto "Il bove", de Carducci". Aː Aspectos de la historia de la traducción en Hispanoamérica: autores, traducciones y traductores, Francisco Lafarga i Luis Pegenaute (eds. lit.), 2012, pàgs. 113-122.
- "Carducci, Giosue". Aː Diccionario histórico de la traducción en España, Fco. Lafarga, Luis Pegenaute, coords. 2009, pàgs. 176-178.
- "Pirandello, Luigi". Aː Diccionario histórico de la traducción en España, Fco. Lafarga, Luis Pegenaute, coords. 2009, pàgs. 897-899.
- Luigi Pirandello. Madrid: Sintesis, (2006)
- Carducci a la literatura catalana: recepció i traduccions (Tesi doctoral), María de las Nieves Muñiz Muñiz (dir.). Universitat de Barcelona (2007)
- Actas del I Congrés Internacional sobre Traducció, vol. II. [Miquel Edo Julià, coord.] Barcelona: Departament de Traducció i d'Interpretació, Universitat Autònoma de Barcelona (1996)